# Julius Špičák
Julius Špičák (* 10. června 1952 Praha) je český gastroenterolog, přednosta Kliniky hepatogastroenterologie Transplantcentra Institutu klinické a experimentální medicíny (IKEM) v Praze. Je členem hnutí ANO 2011 a od října 2017 je poslancem Poslanecké sněmovny PČR.

## Život
Vystudoval Fakultu všeobecného lékařství Karlovy univerzity v Praze (1970–1976). V letech 1976–1979 pracoval jako sekundář na Interním oddělení Krajské nemocnice v Ústí nad Labem, v letech 1979–1981 na 1. interní klinice Fakultní nemocnice Královské Vinohrady. Tam působil i jako samostatně pracující lékař v letech 1981–1987. V roce 1983 se stal odborným asistentem na Fakultě všeobecného lékařství.
V roce 1992 obhájil kandidátskou práci na téma Endoskopická sklerotizace jícnových varixů a v tomto roce získal i atestaci z gastroenterologie. V roce 1994 se stal docentem vnitřního lékařství (habilitační práce: Endoskopická léčba choledocholitiázy).
Absolvoval řadu studijních pobytů v zahraničí:
- 1987 a 1994 Mnichov (Prof. M. Classen) – digestivní endoskopie
- 1991 Tel Aviv (Prof. T. Gilat) – klinická gastroenterologie
- 1991 Vídeň (Prof. A. Gangl) – hepatologie
- 1992 Amsterdam, Rotterdam (Prof. P. L. M. Jansen) – klinická gastroenterologie
- 1992 Hamburk (Prof. N. Soehendra) – digestivní endoskopie
- 1994 New York (Prof. Bodeheimer) – transplantace jater
- 1994 Seattle (Prof. R. Kozarek) – digestivní endoskopie

Od roku 1995 působí v Institutu klinické a experimentální medicíny v Praze, kde je v současnosti přednostou Kliniky hepatogastroenterologie. Věnuje se především digestivní endoskopii, pankreatologii a transplantacím jater. V roce 2007 se stal profesorem vnitřního lékařství.
Je ženatý. Manželka Marie Špičáková je také lékařka. Společně mají dvě dcery. Tereza se věnuje pedagogice, Kateřina je lékařka. Jeho bratrem je RNDr. Aleš Špičák, CSc., český seismolog a vulkanolog, ředitel Geofyzikálního ústavu Akademie věd České republiky.

## Politická angažovanost
Ve volbách do Senátu PČR v roce 2016 kandidoval za hnutí ANO 2011 v obvodu č. 40 – Kutná Hora. Se ziskem 17,54 % hlasů skončil na 3. místě a do druhého kola nepostoupil.
Ve volbách do Poslanecké sněmovny PČR v roce 2017 byl za hnutí ANO 2011 zvolen poslancem ve Středočeském kraji. Ve volbách do Poslanecké sněmovny PČR v roce 2021 kandidoval za hnutí ANO 2011 na 2. místě ve Středočeském kraji. Získal 7 162 preferenčních hlasů, a stal se tak znovu poslancem.
Ve volbách do Evropského parlamentu v červnu 2024 neúspěšně kandidoval za hnutí ANO na 24. místě kandidátky.
Ve sněmovních volbách v roce 2025 kandiduje z 15. místa kandidátní listiny hnutí ANO ve Středočeském kraji.

## Členství v odborných společnostech
- Česká gastroenterologická společnost (vědecký sekretář 1994–1998, předseda 1998 – 2002 a 2010–2014)
- Česká hepatologická společnost
- Česká transplantační společnost
- Česká internistická společnost
- International Gastro-Surgical Club
- American Gastroenterology Association
- European Society of Gastrointestinal Endoscopy, 2000–2004 člen Evropského výboru
- Deutsche Gesselschaft für Verdauungs und Stoffwechselkrankheiten, od roku 1998 člen korespondent.
- Je čestným členem Slovenské gastroenterologické společnosti a Maďarské gastroententerologické společnosti.

## Publikační činnost
Hlavní autor a spoluautor přibližně 350 sdělení, z toho 90 v zahraničním písemnictví, 91 impaktovaných, citace cca 1 200, H-index 13, prezentace pravidelně Evropský gastroenterologický kongres (UEGW), Americký gastroenterologický kongres (DDW), Egypt, Berlín, Chicago, Rochester, Brussells, Hamburg, Leipzig, Tel Aviv aj.

## Granty, grantové agentury
Řešitel 11 grantů. Člen panelu Interní grantová agentura 2010–2012, člen panelu Grantové agentury České republiky 2012–2014, člen Rady vlády pro vědu, výzkum a inovace od r. 2014, člen panelu Agentury zdravotnického výzkumu od 2/2015.

## Ocenění
- Cena firmy Promed 1999, za nejhodnotnější gastroenterologickou publikaci předchozího roku.[8]
- Herfortova cena firmy Janssen 2000, za nejhodnotnější gastroenterologickou publikaci předchozího roku.[9]
- Ocenění za "Celoživotní přínos kongresovému průmyslu" (2014). Ocenění udělilo Prague Convention Bureau, Magistrát hlavního města Prahy a Ministerstvo pro místní rozvoj.
- Ocenění "Kongres roku do 500 účastníků" za realizaci mezinárodního vědeckého kongresu ICDS v roce 2015 (16th International Celiac Disease Symposium). Ocenění udělilo Prague Convention Bureau, Magistrátu hlavního města Prahy a Ministerstva pro místní rozvoj.

## Další činnost
V letech 1998 a 2003 byl prezidentem Falkova symposia. V roce 2004 byl prezidentem Evropského gastroenterologického kongresu (UEGW). Byl prezidentem kongresu ESGE (Evropská endoskopická společnost) live 2014, prezidentem CEURGEM (Centrel European Gastroenterology Meeting) 2010, prezidentem International Celiac Disease Symposium 2015, členem editorial board časopisu Gastrontestinal Endoscopy, IF 6 a do roku 2012 časopisu Endoscopy, IF 6. Do roku 2004 působil jako člen Scientific Commitee European Gastroenterology Federation, do roku 2012 pak jako člen Scientific Committee World Organization of Gastroenterology.